# Piekło (Kotki)
Piekło – część wsi Kotki w Polsce, położona w województwie świętokrzyskim, w powiecie buskim, w gminie Busko-Zdrój.
W latach 1975–1998 Piekło administracyjnie należało do województwa kieleckiego.